# 733年
| 千纪： | 1千纪                                                                                           |
| 世纪： | 7世纪 \| 8世纪 \| 9世纪                                                                         |
| 年代： | 700年代 \| 710年代 \| 720年代 \| 730年代 \| 740年代 \| 750年代 \| 760年代                       |
| 年份： | 728年 \| 729年 \| 730年 \| 731年 \| 732年 \| 733年 \| 734年 \| 735年 \| 736年 \| 737年 \| 738年 |
| 纪年： | 癸酉年（鸡年）；唐（新罗）开元二十一年；日本天平五年；渤海国仁安十四年                          |

## 大事记
- 唐玄宗以「貞觀十道」為基礎，將山南道、江南道各分為東、西道，又增設了 京畿道、都畿道和黔中道，合稱「開元十五道」。
- 唐朝與吐蕃訂定赤嶺之盟，達成持續8年的和平關係。

## 出生
- 淳仁天皇，日本第47代天皇
- 陆羽，《茶经》作者